# Pedro de Ayala
Pedro de Ayala (* vor 1475 in Toledo; † 31. Januar 1513 ebenda) war Archidiakon von Lincoln, Dekan des Domkapitels der Kathedrale von Toledo und Bischof der Kanarischen Inseln. Er war außerordentlicher Botschafter des  katholischen Königspaars am Hof Heinrichs VII. von England, am Hof der Herzöge von Burgund in den Niederlanden und am Hof des römisch-deutschen Königs  Maximilian.

## Herkunft
Pedro de Ayala wurde in Toledo geboren. Das Geburtsdatum ist unbekannt. Sein Vater Pedro López de Ayala, war Ritter des Santiagoordens und Comendador (Militärbefehlshaber) von Mora. Er stammte aus der Familie der Grafen von Fuensalida.

## Laufbahn als Botschafter
Im Januar 1496 bewogen Spannungen mit Karl VIII. von Frankreich das katholische Königspaar, die Verhandlungen über einen Staatsvertrag mit England zu intensivieren. Der Staatsvertrag beinhaltete ein Verteidigungsbündnis mit England, der vor Abschluss um Portugal erweitert wurde, einen Ehevertrag für die damals elfjährige Katharina von Aragon und die Neuauflage des Freihandelsvertrages Treaty of Okyng von 1490. Um in Verhandlungen zu treten, wurde die Mitgift der Infantin Katharina erhöht. Ziel der heiligen Liga war die Ausdehnung des Machtbereiches von Karl VIII. von Frankreich auf Italien zu unterbinden.
In der Nacht vom 21. auf 22. August 1496 begab sich Ayala begleitet vom Konsul von Glasgow von Laredo seine Reise nach Schottland. Am Nachmittag des 22. August 1496 erhielt das katholische Königspaar die Nachricht aus Rom, dass dort veröffentlicht wurde, dass sich England der Heiligen Liga angeschlossen hätte. Ayala überzeugte Jakob IV. von Schottland, sich einem Militärbündnis mit England und Spanien anzuschließen und die Feindschaft mit den benachbarten Königreichen einzustellen.
Walter Starkie bescheinigte Ayala Stolz, Hochmut, dem es nur unvollständig gelang seine wirtschaftliche Not zu verbergen, sowie Gewalttätigkeit. Seinem Geltungsbedürfnis wurde seine Rolle als Erzdiakon in der Kathedrale von Lincoln nicht gerecht.
Am 25. Juli 1498 schrieb Ayala aus England einen Brief an Königin Isabella und König Ferdinand, in welchem er von einer Entdeckungexpedition eines Genuesen, Giovanni Caboto, im Auftrag von Heinrich VII. berichtete.

## Kirchliche Laufbahn
Während  seiner Tätigkeit als Botschafter in England wurde Pedro de Ayala der Titel eines Erzdiakons von Lincoln verliehen.
Es sind weder der Zeitpunkt der Ernennung Pedro de Ayalas zum Dekan des Domkapitels von Toledo, noch die Umstände die zu der Ernennung führten bekannt. Er behielt dieses Amt bis zu seinem Tod.

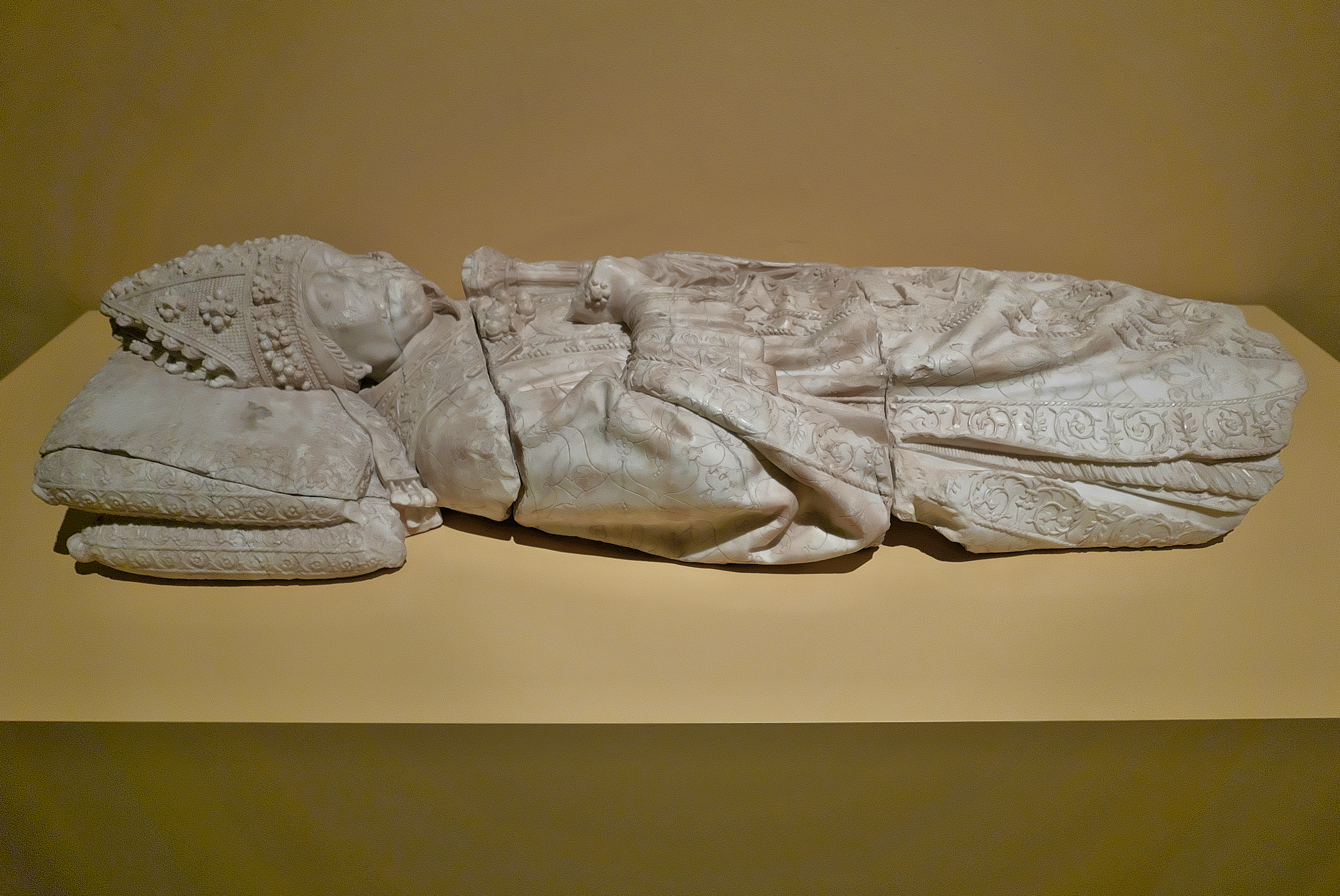
Reste des Grabdenkmals für Pedro de Ayala im Museo de Santa Cruz in Toledo

Im November 1507 wurde Pedro de Ayala zum Bischof des Bistums der Kanarischen Inseln ernannt. Als er starb, hatte Ayala seine Diözese auf den Kanaren nie besucht. Er wurde im Monasterio de San Juan de los Reyes in einem Renaissancegrab beigesetzt. Seine Grabstelle trägt folgende Inschrift: Petrus de Ayala Canariensis Episcopus. Sanctae Ecclesiae Toletanae Decanus et Regius Consiliarius. Sein Sarkophag befindet sich im Museo Arqueológico de Toledo.